# Марьян, Раду
Раду Марьян (рум. Radu Marian; род. 1977, Молдавская ССР, СССР) — молдавский певец (сопранист).

## Биография
Родился в семье артистов. Высота голоса обусловлена эндокринологическими особенностями.
Дебют на международном фестивале в Москве (1989) принёс первую премию. В 1990 завоевал первую премию за лучший концерт года на Международном фестивале талантов в Кишинёве. Некоторое время обучался игре на фортепьяно у Анжелы Няги в колледже имени Штефана Няги и занимался вокалом с Маей Северин.
С 1995 года совершенствовался под руководством Иона Стояна в Музыкальной Академии Бухареста. С 1999, переехав в Италию, продолжил обучение в Римской музыкальной капелле Св. Джакомо под руководством Флавио Калуссо, с которым в 1999 исполнил полное собрание опер Джакомо Кариссими. В тот же период дебютировал в опере «Игры монстров» (итал. Il Gioco dei Mostri) Николо Сани и Лючио Грегоретти с академией Св. Чечилии в театре Валле в Риме.
Участник европейских музыкальных фестивалей: Фестиваль двух миров (Сполето), фестиваль барокко в Витербо, Фестиваль в Вильнюсе, Авиньонский фестиваль. Он поёт в Венском Музикферайне и Венском Концертхаусе; в Консертгебау (Амстердам); в es:Teatro de la Maestranza (Севилья); в en:Oratorio del Gonfalone (Рим); в Эрмитажном театре (Санкт-Петербург), в центре Галины Вишневской (Москва).
Исполняет партии в операх Фрескобальди, Генделя, Бонончини, Альбинони и других барочных авторов.
Для Раду Марьяна пишут музыку Рене Клеменчич, Флавио Калуссо, Анна Гальтерио, Лучано Беллини.

## Дискография
- «Alia Vox» (Musicaimmagine, 2000)
- И. Й. Фукс (1660—1741). Julo Ascanio, Re d’Alba (TAMH-04, 2004)
- А. М. Бонончини. Кантаты для сопрано (Charlotte et Michel Bernstein Éditeurs) (Arcana A 335, 2005)
- Gloria in Excelsis Deo: Большая месса монастыря Ламбах (Symphonia SY06220, 2006)
- Р. Вейхлейн. Missa Rectorum Cordium (Symphonia SY06223, 2007)
- Т. Д. Альбинони. Il Nascimento dell’Aurora (Oehms Classics OC 913 (2 CDs), 2007)